# Mellicta delminia
Mellicta delminia är en fjärilsart som beskrevs av Hans Fruhstorfer 1910. Mellicta delminia ingår i släktet Mellicta och familjen praktfjärilar. Inga underarter finns listade i Catalogue of Life.